# Beryl Wallace

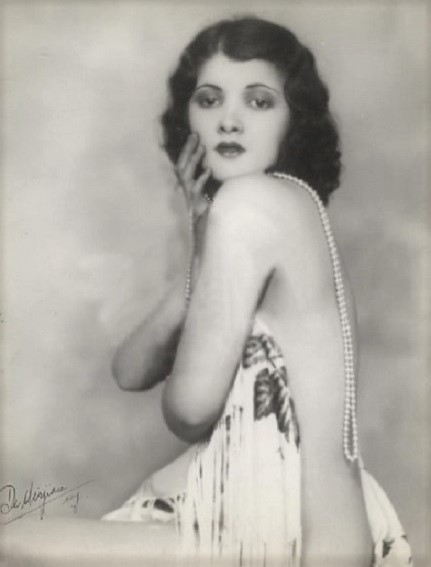
Beryl Wallace (Fotografie von John de Mirjian, späte 1920er Jahre)

Beryl Wallace (eigentlich Beatrice Heischuber; * 29. September 1912 in Brooklyn, New York; † 17. Juni 1948 bei Aristes, Pennsylvania) war eine US-amerikanische Schauspielerin, Sängerin und Tänzerin der frühen Tonfilmära. Von 1934 bis 1944 wirkte sie in mehr als 20 Filmen mit. Wallace kam beim Absturz von United-Air-Lines-Flug 624 ums Leben.

## Leben
Beryl Wallace war das zweite von neun Kindern jüdischer Immigranten aus Österreich. Als Jugendliche trat sie als Tänzerin auf und erhielt 1928 durch ein Casting ihre erste Rolle am Broadway in der Revue The Earl Carroll Vanities, in der sie bis 1940 noch mehrfach auftrat. Zur selben Zeit entstand auch ihr Künstlername. Aufmerksamkeit erregte Wallace hierbei vor allem durch ihre freizügigen Outfits sowie als eine der ersten Darstellerinnen, die nackt in einer Broadway-Aufführung zu sehen war.
Wallace begann eine bis zu ihrem Tod andauernde Beziehung mit dem Produzenten der Revue, Earl Carroll (der selbst noch bis 1936 verheiratet war), und trat in dessen neugegründeten Earl Carroll Theatre in Hollywood auf. 1934 erhielt sie von Paramount Pictures ihre erste Filmrolle in Das Phantom der Revue, an dessen Drehbuch ebenfalls Earl Carroll beteiligt war. In den folgenden Jahren war Wallace überwiegend in Neben- oder Statistenrollen zu sehen, spielte aber auch Hauptrollen im Western Romance of the Rockies an der Seite von Tom Keene sowie 1938 in der Actionkomödie Air Devils. 1943 erhielt sie Nebenrollen in den Western Der Sheriff von Kansas und Eine Frau für den Marshall. Ihren letzten Filmauftritt hatte sie 1944 als Jenny Hartmann im Propagandafilm Enemy of Women.
Während des Zweiten Weltkriegs trat Wallace als Sängerin in der wöchentlichen Radiosendung Furlough Fun der National Broadcasting Company sowie als Tänzerin in der Hollywood Canteen auf. Nach dem Krieg zog sie sich aus dem Showgeschäft zurück. Am 17. Juni 1948 starben Wallace und ihr Partner Earl Carroll auf dem Weg von Los Angeles nach New York beim Absturz von United-Air-Lines-Flug 624 bei Aristes in Pennsylvania. Sie wurden zusammen in einem der Öffentlichkeit nicht zugänglichen Bereich des Forest Lawn Memorial Park beigesetzt.

## Filmografie (Auswahl)
- 1934: Das Phantom der Revue (Murder at the Vanities)
- 1937: Romance of the Rockies
- 1938: Air Devils
- 1938: Wirbelwind aus Paris (The Rage of Paris)
- 1939: Die Frauen (The Women)
- 1941: Der Tote lebt (Johnny Eager)
- 1943: Eine Frau für den Marshall (The Woman of the Town)
- 1943: Der Sheriff von Kansas (The Kansan)
- 1944: Enemy of Women